# 674 г. пр.н.е.

## Събития

### В Азия

#### В Асирия
- Цар на Асирия е Асархадон (681/0 – 669 г. пр.н.е.).[1]
- Асархогон сключва пакт със скитите, за да отблъсне формираната от мидийския вожд Каштариту (Kashtaritu) антиасирийска коалиция от мидийци, кимерийци и манеи (mannaeans). Каштариту е победен, след което коалицията се разпада.[2]
- Асирийският цар дава дъщеря за съпруга на скитския владетел Бартатуа, срещу което вероятно получава клетва за подчинение и съюз.[2]

#### В Елам
- Цар на Елам e Уртаку (675 – 664 г. пр.н.е.).[3]
- Скоро след възкачването си на трона, новият цар започва преговори за мир с Асархадон като двамата сключват пакт.[4]
- Като знак на добра воля от Елам във Вавилония са върнати отнесените преди това от Акад образи и статуи на божества.[5]

### В Африка

#### В Египет
- Фараон на Египет е Тахарка (690 – 664 г. пр.н.е.).[6]
- Асирийците правят първи опит да нахлуят в Египет, но войската им е победена от фараона, а атаката им е отблъсната.[7]